# A War Time Escape
Pour plus de détails, voir Fiche technique et Distribution.
A War Time Escape est un film muet américain r&éalisé par Sidney Olcott, sorti en 1911 avec Gene Gauntier et Jack J. Clark dans les rôles principaux.

## Fiche technique
- Titre original : A War Time Escape
- Réalisateur : Sidney Olcott
- Photographie : George Hollister
- Société de production : Kalem Company
- Pays :  États-Unis
- Lieu de tournage : Jacksonville (Floride)
- Longueur : 980 pieds
- Dates de sortie :
  - États-Unis : 17 mars 1911 (New York)
  - Royaume-Uni : 4 juin 1911 (Londres)

## Distribution
- Gene Gauntier
- Jack J. Clark
- Robert G. Vignola

## À noter
Le film a été tourné à Jacksonville en Floride.